# Sarolaner
Sarolaner – organiczny związek chemiczny z grupy izoksazolin, który stosowany jest jako lek przeciwko pasożytom zewnętrznym u psów (akarycyd i insektycyd). Został wprowadzony do lecznictwa weterynaryjnego w 2014 roku. Związek jest chiralny, występuje w postaci dwóch enancjomerów, z czego jedynie izomer S ma właściwości przeciwpasożytnicze.

## Działanie przeciwpasożytnicze
Mechanizm działania polega na blokowaniu kanałów chlorkowych receptorów GABA i receptorów glutaminowych u owadów i pajęczaków, jego działanie jest przy tym wysoce selektywne dla receptorów u tych organizmów względem ssaków. Zaburzenie transportu jonów przez te kanały powoduje zwiększenie stymulacji układu nerwowego pasożytów, a w następstwie tego ich śmierć.
Skuteczność zwalczania pasożytów została udowodniona względem wielu gatunków, w tym pcheł (Ctenocephalides felis, C. canis), kleszczy (Amblyomma americanum, A. maculatum, Dermacentor reticulatus, D. variabilis, Ixodes hexagonus, I. ricinus, I. scapularis, Rhipicephalus sanguineus), nużeńców (Demodex canis) i świerzboców (Sarcoptes scabiei, Otodectes cynotis). Jednocześnie pozwala na zmniejszenie ryzyka zakażenia przez drobnoustroje chorobotwórcze, takie jak Borrelia burgdorferi (borelioza), Babesia canis (babeszjoza), czy Anaplasma phagocytophilum (anaplazmoza), i choć możliwość infekcji nie jest wykluczona, to w badaniach nie odnotowano takich przypadków. Sarolaner może być stosowany również w przebiegu demodeciodozy u psów w celu zmniejszenia liczby pasożytów.
Lek podawany jest drogą pokarmową, a aktywność przeciwpasożytniczą wykazuje dopiero po kontakcie pasożyta z krwią zwierzęcia, a więc po rozpoczęciu żerowania na żywicielu. Zazwyczaj stosowane są dawki rzędu 2–4 mg/kg m.c. psa. Skuteczność sarolaneru w zależności od dawki i gatunku pasożyta jest wyższa niż 90% i w części badań określona została na ponad 99%. Czas od podania do rozpoczęcia działania przeciwpasożytniczego wynosi od kilku do kilkunastu godzin w zależności od gatunku pasożyta, a aktywność leku utrzymuje się około miesiąca od podania. Sarolaner wykazuje zbliżoną skuteczność do innych związków izoksazolinowych (afoksolaneru, fluralaneru i lotilaneru), różni się od nich właściwościami farmakokinetycznymi, jest przy tym skuteczniejszy m.in. od fipronilu i imidakloprydu. Z uwagi na długie działanie (względem np. iwermektyny), izoksazoliny z tej grupy rozważane są jako możliwe leki przeciwmalaryczne do stosowania u ludzi.

## Farmakokinetyka
U psów dawka podawana drogą pokarmową jest niemal całkowicie absorbowana, bez względu na podanie na czczo czy po posiłku, dostępność biologiczna wynosi ponad 85%. Czas półtrwania wynosi ok. 10–12 dni, a stopień wiązania z białkami osocza ponad 99%. Sarolaner cechuje niski klirens (0,12 ml/min/kg) i umiarkowana objętość dystrybucji (2,81 l/kg). Główną drogą eliminacji jest wydalanie substancji w postaci niezmienionej z żółcią i kałem.

## Przeciwwskazania, interakcje i działania niepożądane
Możliwe interakcje z innymi lekami nie są znane, podobnie jak przeciwwskazania do stosowania leku u psów. Nie jest określone również bezpieczeństwo stosowania sarolaneru w okresie ciąży i laktacji, choć stosowanie w tym czasie leków izoksazolinowych jest odradzane z uwagi na wykazane działanie teratogenne fluralaneru w dawkach trzykrotnie większych niż zalecane. Bezpieczeństwo w przypadku stosowania u innych zwierząt nie zostało zbadane, a w przypadku zwierząt służących do produkcji żywności nie powinno się stosować leku.
Większość psów wykazuje dobrą tolerancję na przyjęcie leku. Możliwymi działaniami niepożądanymi są m.in. wymioty, biegunka, ogólne osłabienie, drżenie mięśni, ataksję i drgawki, konieczne jest więc zachowanie ostrożności przy stosowaniu sarolaneru u zwierząt z wcześniejszą historią takich zaburzeń neurologicznych.

## Dawkowanie
Dawkowanie w przypadku psów to zazwyczaj 2–4 mg/kg m.c. zwierzęcia drogą pokarmową – na czczo lub z pokarmem – raz na miesiąc przez cały sezon aktywności kleszczy lub pcheł. Producent wskazuje następujące dawkowanie sarolaneru w przypadkach leczenia i zapobiegania zarażeniu pchłami i kleszczami:
| Masa ciała psa (kg) | Dawka leku (mg) |
| ------------------- | --------------- |
| 1,3–2,5             | 5               |
| 2,5–5               | 10              |
| 5–10                | 20              |
| 10–20               | 40              |
| 20–40               | 80              |
| 40–60               | 120             |

1. ↑  Dla psów o masie powyżej 60 kg konieczna jest odpowiednia kombinacja tabletek w celu osiągnięcia dawki 2–4 mg/kg m.c..

W przypadku pozostałych wskazań (leczenia zarażenia świerzbowcami lub nużeńcami) podaje się jedną dawkę leku miesięcznie przez czas ustalony przez lekarza weterynarii.

## Preparaty
Sarolaner w postaci preparatu Simparica dostępny jest w tabletkach o różnej zawartości substancji czynnej (od 5 do 120 mg). Substancja stosowana jest również w postaci dwóch leków złożonych. W połączeniu z moksydektyną i pyrantelem w postaci tabletek u psów (Simparica Trio), a w połączeniu z selamektyną w postaci roztworu do nakrapiania u kotów (Stronghold Plus) stosowane są w leczeniu i zapobieganiu zarażeniu pasożytami zewnętrznymi (m.in. pchłami, kleszczami) oraz w zapobieganiu chorobom wywoływanym przez nicienie (dirofilariozie wywoływanej przez Dirofilaria immitis czy angiostrongylozie przez Angiostrongylus vasorum) i leczeniu zarażenia glistami i tęgoryjcami.

## Otrzymywanie
Zasadniczy fragment struktury sarolaneru, tj. szkielet 3,5-diarylo-5-(trifluorometylo)-2-izoksazolinowy, otrzymywany jest w reakcji odpowiedniego diarylo-β-trifluoroenonu z hydroksyloaminą z wykorzystaniem chininiowego katalizatora przeniesienia fazowego. Pozwala to na uzyskanie produktu z nadmiarem enancjomerycznym ponad 95% i późniejszego otrzymania sarolaneru w większości w postaci aktywnego przeciwpasożytniczo enancjomeru S. Procedura otrzymywania sarolaneru została opatentowana w 2013 roku przez przedsiębiorstwo Zoetis.